# FIS Marathon Cup 2001/2002
Sezon 2001/2002 FIS Marathon Cup rozpoczął się 27 stycznia 2002 roku włoskim maratonem Marcialonga, a zakończył 10 marca 2002 roku szwajcarskim Engadin Skimarathon.
Obrońcami tytułu byli: reprezentująca Szwecję Antonina Ordina wśród kobiet oraz Włoch Gianantonio Zanetel wśród mężczyzn. W tym sezonie Ordina obroniła tytuł zdobyty przed rokiem, a wśród mężczyzn najlepszy był kolejny Włoch - Maurizio Pozzi.

## Kalendarz i wyniki

### Kobiety
| Lp | Data             | Zawody                         | Dystans             | 1. miejsce                | 2. miejsce                | 3. miejsce               |
| -- | ---------------- | ------------------------------ | ------------------- | ------------------------- | ------------------------- | ------------------------ |
| 1. | 27 stycznia 2002 | Predazzo - Marcialonga         | 45 km s. dowolnym   | Anna Santer               | Antonina Ordina           | Lara Peyrot              |
| 2. | 10 lutego 2002   | Otepää - Tartu Maraton         | 27 km s. klasycznym | Elin Nilsen               | Antonina Ordina           | Õnne Kurg                |
| 3. | 17 lutego 2002   | Moura - Transjurassienne       | 46 km s. dowolnym   | Antonina Ordina           | Elin Nilsen               | Monica Lăzăruț           |
| 4. | 23 lutego 2002   | Hayward - American Birkebeiner | 52 km s. dowolnym   | Jeannie Wall              | Brooke Baughman           | Unni Ødegård             |
| 5. | 3 marca 2002     | Sälen - Vasaloppet             | 90 km s. klasycznym | Swietłana Nagiejkina      | Sofia Lind                | Antonina Ordina          |
| 6. | 10 marca 2002    | Samedan - Engadin Skimarathon  | 42 km s. dowolnym   | Brigitte Albrecht-Loretan | Natascia Leonardi Cortesi | Annick Vaxelaire-Pierrel |

### Mężczyźni
| Lp | Data             | Zawody                         | Dystans             | 1. miejsce           | 2. miejsce        | 3. miejsce        |
| -- | ---------------- | ------------------------------ | ------------------- | -------------------- | ----------------- | ----------------- |
| 1. | 27 stycznia 2002 | Predazzo - Marcialonga         | 70 km s. dowolnym   | Juan Jesús Gutiérrez | Maurizio Pozzi    | Raul Olle         |
| 2. | 10 lutego 2002   | Otepää - Tartu Maraton         | 27 km s. klasycznym | Håvard Skorstad      | Jørgen Aukland    | Peter Göransson   |
| 3. | 17 lutego 2002   | Moura - Transjurassienne       | 76 km s. dowolnym   | Roberto De Zolt      | Norman Kostner    | Stéphane Passeron |
| 4. | 23 lutego 2002   | Hayward - American Birkebeiner | 52 km s. dowolnym   | Maurizio Pozzi       | Stéphane Passeron | Carl Swenson      |
| 5. | 3 marca 2002     | Sälen - Vasaloppet             | 90 km s. klasycznym | Daniel Tynell        | Jørgen Aukland    | Oskar Svärd       |
| 6. | 10 marca 2002    | Samedan - Engadin Skimarathon  | 42 km s. dowolnym   | Juan Jesús Gutiérrez | Tor Arne Hetland  | Roberto De Zolt   |

## Klasyfikacje
| Lp. | Zawodnik                  | Punkty |
| --- | ------------------------- | ------ |
| 1.  | Antonina Ordina           | 344    |
| 2.  | Elin Nilsen               | 230    |
| 3.  | Natalja Aleksiejewa       | 124    |
| 4.  | Anna Santer               | 122    |
| 5.  | Monica Lăzăruț            | 120    |
| 6.  | Swietłana Frizen          | 114    |
| 7.  | Brigitte Albrecht-Loretan | 100    |
| 7.  | Swietłana Nagiejkina      | 100    |
| 7.  | Jeannie Wall              | 100    |
| 10. | Unni Ødegård              | 96     |

| Lp. | Zawodnik             | Punkty |
| --- | -------------------- | ------ |
| 1.  | Maurizio Pozzi       | 250    |
| 2.  | Roberto De Zolt      | 234    |
| 3.  | Gianantonio Zanetel  | 231    |
| 4.  | Norman Kostner       | 206    |
| 5.  | Juan Jesús Gutiérrez | 200    |
| 6.  | Pierluigi Costantin  | 199    |
| 7.  | Stéphane Passeron    | 173    |
| 8.  | Marco Cattaneo       | 169    |
| 9.  | Jørgen Aukland       | 160    |
| 10. | Faustino Bordiga     | 112    |